# Randig gluggmärkeslända
Randig gluggmärkeslända (Philotarsus picicornis) är en insektsart som först beskrevs av Fabricius 1793.  Randig gluggmärkeslända ingår i släktet Philotarsus och familjen gluggmärkestövsländor. Arten är reproducerande i Sverige. Inga underarter finns listade i Catalogue of Life.